# 祝华街道
祝华街道，是中华人民共和国辽宁省大連市瓦房店市下辖的一个乡镇级行政单位。

## 行政区划
祝华街道下辖以下地区：
祝华村、张屯村、三家子村、八里滚村、万宝村、工业村、杨树房村、砟窑村和孙屯村。